# Гамлер (Огайо)
Гамлер (англ. Hamler) — селище (англ. village) в США, в окрузі Генрі штату Огайо. Населення — 600 осіб (2020).

## Географія
Гамлер розташований за координатами 41°13′42″ пн. ш. 84°2′8″ зх. д. / 41.22833° пн. ш. 84.03556° зх. д. (41.228234, -84.035523).  За даними Бюро перепису населення США в 2010 році селище мало площу 2,08 км², з яких 2,07 км² — суходіл та 0,01 км² — водойми.

## Демографія
Згідно з переписом 2010 року, у селищі мешкало 576 осіб у 230 домогосподарствах у складі 158 родин. Густота населення становила 277 осіб/км².  Було 258 помешкань (124/км²).
Расовий склад населення:
| - 90,8 % — білих - 1,0 % — корінних американців - 0,3 % — чорних або афроамериканців - 6,4 % — осіб інших рас |

До двох чи більше рас належало 1,4 %. Частка іспаномовних становила 21,5 % від усіх жителів.
За віковим діапазоном населення розподілялося таким чином: 27,4 % — особи молодші 18 років, 55,9 % — особи у віці 18—64 років, 16,7 % — особи у віці 65 років та старші. Медіана віку мешканця становила 35,6 року. На 100 осіб жіночої статі у селищі припадало 100,0 чоловіків;  на 100 жінок у віці від 18 років та старших — 88,3 чоловіків також старших 18 років.
Середній дохід на одне домашнє господарство  становив 57 138 доларів США (медіана — 49 821), а середній дохід на одну сім'ю — 60 416 доларів (медіана — 56 250). Медіана доходів становила 41 949 доларів для чоловіків та 32 083 долари для жінок. За межею бідності перебувало 18,9 % осіб, у тому числі 32,8 % дітей у віці до 18 років та 3,2 % осіб у віці 65 років та старших.
Цивільне працевлаштоване населення становило 319 осіб. Основні галузі зайнятості: виробництво — 25,4 %, освіта, охорона здоров'я та соціальна допомога — 17,6 %, роздрібна торгівля — 8,5 %, науковці, спеціалісти, менеджери — 8,2 %.